# 10 червня
10 червня — 161-й день року (162-й у високосні роки) в григоріанському календарі. До кінця року залишається 204 дні.

## Свята і пам'ятні дні

### Міжнародні
- Всесвітній день морозива.
- Міжнародний день Модерну
- День кулькової ручки.

### Національні
- Велика Британія: Національне свято Об'єднаного Королівства Великої Британії та Північної Ірландії. День народження Королеви
- Португалія: День Португалії, Камоенса та португальських громад (1580)
- Японія: День годинників.
- Італія: День ВМС.
- Йорданія: День армії.
- Молдова: День прикордонника.
- Республіка Конго: День примирення.
- США: День чаю з льодом.

### Релігійні

#### Християнство
- День Святої Олівії.

Православні:
- Священномученика Тимофія, єпископа Пруського.
- Святителя Іоана, митрополита Тобольського.
- Преподобного Силуана, схимника Києво-Печерського, в Дальніх печерах.
- Мучеників Олександра, Антоніни, діви.
- Преподобного Феофана Антіохійського.
- Святителя Вассіана, єпископа Лавдійського.

### Іменини
✙ Православні: Тимофій, Іван, Олександр
✝  Католицькі:

## Події
- 978 — Князь Володимир сів на київський престол.
- 1358 — Битва при Мелло: селянські війська Жакерії розгромлені армією французької знаті.
- 1619 — Тридцятилітня війна: битва при Саблаті, переломний момент у Богемському повстанні.
- 1793 — У Парижі створено перший у світі публічний зоопарк.
- 1865 — У Мюнхені відбулася прем'єра опери Ріхарда Ваґнера «Тристан та Ізольда».
- 1907 — Французькі інженери брати Люм'єр винайшли спосіб друку кольорових фотографій, які планували використовувати для виробництва кольорового кіно.
- 1909 — Пасажирський корабель «Славонія», що зазнав катастрофи біля Азорських островів, уперше у світі використав сигнал SOS.
- 1917 — У Києві розпочав роботу I Всеукраїнський селянський з'їзд.
- 1918 — Проголошено незалежність Вірменії (28 травня за старим стилем).
- 1921 — Заснований музей-садиба Льва Толстого «Ясна Поляна».
- 1934 — При НКВС УСРР створено Головне управління виправно-трудових таборів і трудових поселень (українське відділення ГУЛАГу).
- 1936 — У СРСР створена кіностудія «Союзмультфільм»
- 1940 — У Москві підписана російсько-німецька конвенція про порядок врегулювання прикордонних суперечок і конфліктів.
- 1943 — Угорець Ласло Біро винайшов кулькову ручку.
- 1944 — Радянські війська почали Виборзько-Петрозаводську наступальну операцію проти фінських військ.
- 1945 — У Франкфурті маршал Жуков вручив радянський орден «Перемога» Ейзенхауеру і Монтгомері.
- 1950 — Західні країни відкинули пропозицію Радянського Союзу провести в Німеччині референдум з приводу ідеї об'єднання країни.
- 1964 — У Москві відкритий пам'ятник Тарасові Шевченку.
- 1967 — СРСР розірвав дипломатичні відносини з Ізраїлем (були відновлені лише в 1991).
- 1969 — Відбувся військовий конфлікт між СРСР і Китаєм у районі Тасти (Казахська РСР).
- 1984 — Американці провели перше успішне випробування протиракетної системи в космосі.
- 1999 — Внаслідок несподіваного марш-кидка російські війська зайняли військовий аеропорт Приштини (Автономний край Косово і Метохія,Союзна Республіка Югославія) на кілька годин раніше прибуття туди військ НАТО.
- 2003 — Дует «Modern Talking» знову розпався.

## Народились
Дивись також Категорія:Народились 10 червня
- 1706 — Джон Доллонд, англійський оптик, винахідник ахроматичних дублетів.
- 1819 — Гюстав Курбе, французький художник, провідний представник реалізму у малярстві.
- 1832 — Ніколаус Отто, німецький конструктор, який створив 4-тактний двигун внутрішнього згоряння.
- 1865 — Фредерік Кук, американський дослідник, який заявляв, що першим у світі досяг Північного полюса.
- 1880 — Андре Дерен, французький живописець, графік, театральний декоратор, скульптор; яскравий представник фовізму.
- 1901 — Антонін Бечварж, чеський метеоролог і астроном.
- 1910 — Гаулін Вульф, американський блюзовий музикант.
- 1911 — Петро Вескляров, український актор театру та кіно, телеведучий («дід Панас»).
- 1912 — Жан Лесаж, квебекський політик, прем'єр-міністр провінції Квебек (1960—1966).
- 1915 — Сол Беллоу, американський письменник, лауреат Нобелівської премії з літератури 1976 року.
- 1921 — Філіп, герцог Единбурзький, чоловік королеви Великої Британії Єлизавети II.
- 1922 — Джуді Гарленд, американська акторка й співачка
- 1923 — Роберт Максвелл, британський бізнесмен, творець видавничої та газетної імперії, уродженець Солотвина (Закарпаття).
- 1939 — Володимир Федоров, колишній посол України в Росії (1996—99).
- 1945 — Наталія Дубровська, українська акторка театру та кіно, Заслужена артистка України.
- 1951 — Василь Шкляр, український письменник і політичний діяч, «батько українського бестселера».
- 1962 — Ці Ма, гонконгський актор.
- 1965 — Олексій Плотніков, український вчений-економіст і політик.
- 1976 — Андрій Шевченко, український журналіст і політик .
- 1980 — Франселіно Матузалем, бразильський футболіст, колишній гравець ФК Шахтар Донецьк.
- 1987 — Олександр Стоянов, український артист балету, прем'єр Національної опери України.

## Померли
Дивись також Категорія:Померли 10 червня
- 1190 — Фрідріх Барбароса, імператор Священної Римської імперії.
- 1531 — Предслав Лянцкоронський, організатор українського козацтва.
- 1654 — Алессандро Альґарді, італійський скульптор, один з талановитіших представників бароко.
- 1836 — Андре-Марі Ампер, французький фізик і математик, творець основ електродинаміки.
- 1858 — Роберт Браун, шотландський ботанік, що відкрив «броунівський рух».
- 1882 — Василь Перов, російський художник, один з основоположників реалізму в російському живописі.
- 1894 — Федеріко Мадрасо, іспанський історичний живописець і портретист.
- 1899 — Ернест Шоссон, французький композитор.
- 1918 — Арріґо Бойто, італійський композитор і поет, автор лібрето до деяких опер Джузеппе Верді.
- 1926 — Антоніо Гауді, каталонський архітектор, представник ар-нуво та модерну. Більшість проєктів реалізував в Барселоні.
- 1944 — Олег Ольжич (Олег Кандиба), український поет і археолог, один з чільних діячів ОУН, син Олександра Олеся.
- 1949 — Сігрід Унсет, норвезька письменниця, лауреат Нобелівської премії 1928 року.
- 1956 — Артур Ернест Гведел, американський анестезіолог та винахідник.
- 1961 — Катерина Білокур, українська художниця.
- 1967 — Спенсер Трейсі, американський актор, двічі лауреат премії «Оскар» за найкращу чоловічу роль.
- 1976 — Адольф Цукор, американський кінопродюсер угорського походження, засновник кінокомпанії «Paramount Pictures».
- 1982 — Райнер Вернер Фассбіндер, німецький театральний та кінорежисер, сценарист, актор, оператор. Один з лідерів «нового німецького кіно».
- 1984 — Володимир Денисенко, український кінорежисер і сценарист. Чоловік Наталії Наум. Батько Тараса та Олександра Денисенків.
- 1988 — Луїс Ламур, американський письменник.
- 1999 — Нонна Копержинська, українська актриса театру і кіно.
- 2004 — Рей Чарльз, американський співак, клавішник, і композитор.
- 2015 — Георгій Дрозд, український актор. Член Національної спілки кінематографістів України. Народний артист України.